# أدي غاردنر
أدي غاردنر (بالإنجليزية: Ade Gardner)‏ هو لاعب دوري الرغبي بريطاني، ولد في 24 يونيو 1983 في بارو إن فورنيس في المملكة المتحدة.

## روابط خارجية
- أدي غاردنر على موقع ItsRugby.co.uk (الإنجليزية)